# I custodi del maser
I custodi del maser è un fumetto di fantascienza di Massimiliano Frezzato, pubblicato in italiano da Vittorio Pavesio Productions. È composto, al 2011, da 8 volumi, divisi in 3 trilogie a trama unica, completamente a colori. Il volume conclusivo della seconda trilogia è stato presentato nell'aprile 2005 a Torino Comics ma nel 2007 è uscito il settimo volume, primo di una serie di tre prequel alla storia originale. Nel settimo volume Frezzato ha lasciato la realizzazione dei disegni a Fabio Ruotolo, già collaboratore di precedenti episodi. Per il mese di novembre 2011 è prevista l'uscita dell'ottavo capitolo della saga, che verrà presentato a Lucca Comics & Games 2011, già uscito in Francia nel mese di dicembre 2010 per l'editrice francese Desinge & Hugo.

## Trama
Grazie ad una tecnologia molto avanzata, il pianeta Colonia viveva un'epoca di benessere e prosperità, fino alla rivolta dei Nani, che si ribellarono agli scienziati che detenevano il potere.
Il caos seguito alla guerra precipitò il pianeta in un'era di barbarie, facendo perdere la memoria della Torre, che i protagonisti dovranno ritrovare...

## Pubblicazioni

### I trilogia
- dicembre 1996 - I custodi del Maser I: La seconda luna (44 pagg. COL.)
- gennaio 1998 - I custodi del Maser II: L'isola dei nani (Cover + 44 pagg.COL. + 16 pagg.Ill.COL.)
- marzo 1999 - I custodi del Maser III: L'occhio del mare (Cover + 44 pagg.COL.)
  - novembre 1999 - Maser IV: Matite (90 pagg. matita)

### II trilogia
- settembre 2000 - I custodi del Maser IV: La torre di ferro (Cover + 44 pagg.COL.)
- febbraio 2003 - I custodi del Maser V: La cima del mondo (Cover + 44 pagg.COL. + 16 pagg.Ill.COL.)
  - I Custodi del Maser V - Gli Originali (48 pagg. COL.)
- aprile 2005 - I custodi del Maser VI: Il villaggio perduto (Cover + 44 pagg.COL. + 8 pagg.Ill.COL.)

### III trilogia
- febbraio 2007 - I custodi del Maser VII: La giovane regina (Cover + 48 pagg.COL.)
- novembre 2011 - I custodi del Maser VIII: Il Grande Splendore (Cover + 48 pagg.COL.)